# 咔贝乐

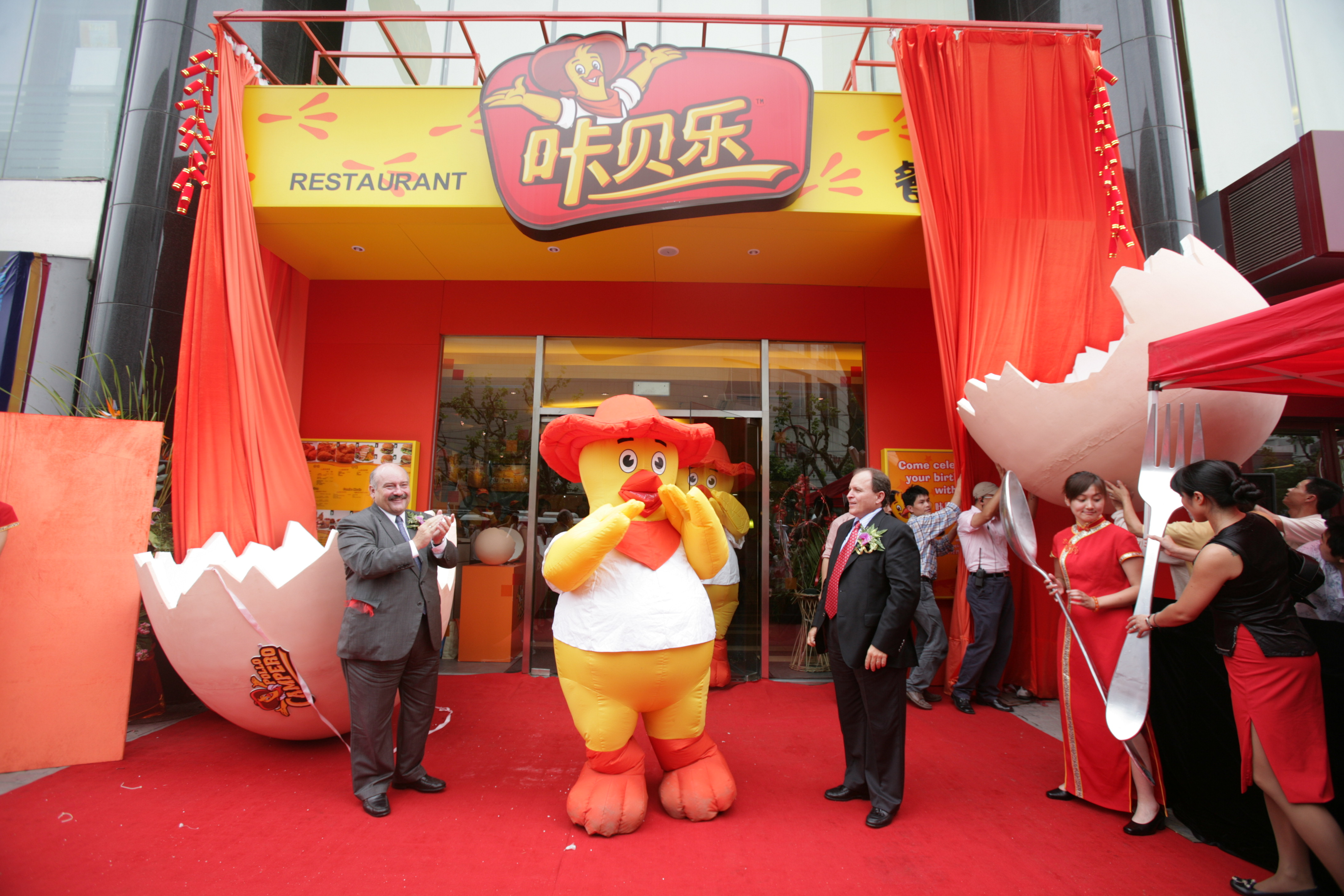
咔贝乐上海

咔贝乐（Pollo Campero），是來自危地马拉的連鎖快餐廳品牌，创建于1971年。
咔贝乐在南北美洲均有分店，是瓜地馬拉主要的连锁速食店。除美洲外，西班牙有两家分店，印度尼西亚有一家分店。
中國曾有的一間咔貝樂快餐廳位於上海。但於2009年關閉。

## 外部連結
- 咔贝乐 (中文) (Archive)
- 咔贝乐（页面存档备份，存于） （英文）/（西班牙文）